# Neogale macrodon
Il visone marino (Neovison macrodon Prentiss, 1903) è un membro nordamericano estinto della famiglia Mustelidae. Precedentemente classificato nel genere Mustela, è stato inserito nel 2021, assieme ad altre quattro specie, nel genere Neogale. Insieme alla lontra giapponese (Lutra nippon), è una delle specie di mustelidi ad essersi estinta in tempi storici. Era abbastanza più lungo del suo stretto parente visone americano (N. vison), ed anche più grande e più grasso, dando una pelliccia grande circa il doppio di quelle dell'altro. Si dice che l'esemplare registrato più lungo sia stato di 82,6 cm. La pelliccia del visone marino era più ruvida e più rossa di quella del visone americano ed emanava un odore caratteristico.
Viveva lungo le coste rocciose del New England e del Canada atlantico, spingendosi a nord fino alla Nuova Scozia. Non era una specie veramente marina, essendo confinata alle acque costiere. L'anatra del Labrador, che coabitava con esso, dovrebbe essere stata una delle sue prede; l'estinzione di quest'anatra deve aver portato all'estinzione anche il visone.

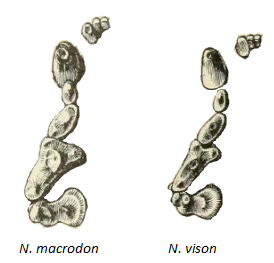
Dentizione superiore del visone marino (sinistra) e visone americano (destra)

A causa della sua pelliccia, molto richiesta, venne cacciato fino all'estinzione. I resti di quest'animale sono stati spesso trovati tra i cumuli di conchiglie lasciati dai nativi americani sulle coste delle isole del Maine, ma mentre la caccia datagli dagli indigeni non deve aver portato al declino del visone marino, il commercio delle pellicce esercitato dagli europei lo ha portato all'estinzione.
L'ultimo membro noto della specie venne catturato a New Brunswick, nel New Jersey, nel 1894, sebbene non si sappia con certezza se fosse un esemplare di N. macrodon o di N. vison. L'ultimo rapporto effettuato su questo animale retrodata la sua estinzione intorno al 1860, sebbene sia stato riportato che un esemplare venne venduto nel Maine ad un mercante di pellicce nel 1880.
Sebbene fosse stato ben conosciuto dai cacciatori di pellicce, si estinse prima di essere stato studiato scientificamente, e per questo motivo sappiamo ben poco sulle sue abitudini. I dati esistenti suggeriscono che fosse stato notturno e solitario.
Il visone marino viene talvolta considerato una sottospecie del visone americano, e in tal caso viene chiamato Neogale vison macrodon.